# 水ヶ塚 (小惑星)
水ヶ塚（みずがつか、10147 Mizugatsuka）は、小惑星帯に位置する小惑星。
1994年12月、群馬県大泉町のアマチュア天文家、小林隆男が発見した。

## 名称
静岡県裾野市の水ヶ塚公園に因む。富士山南麓にあるこの公園には、多くのアマチュア天文家が天体観測のために集まる。
命名は2003年5月の小惑星回報で公表された。同時に小林が発見した多数の小惑星に対して命名が行われているが、この中には (10154) 田貫 や (10157) 朝霧、(10158) 太郎坊 といった富士山周辺の天体観測ポイントに因むものもある。

## 註
1. 1 2  MPC 48389（2003年5月1日）